# Wincenty Modliński
Wincenty Modliński herbu Tępa Podkowa (zm. 1787) –  podkomorzy brzeski w latach 1772–1786, chorąży brzeski w latach 1764–1772, żupnik kujawski w latach 1755–1764.
Był elektorem Stanisława Augusta Poniatowskiego w 1764 roku z województwa brzeskokujawskiego. Był posłem województwa inowrocławskiego na sejm koronacyjny 1764 roku i Sejm Czaplica 1766 roku. Komisarz z rycerstwa w Komisji Wojskowej Koronnej w latach 1765–1770 i w 1775 roku.